# Gaultheria paucinervia
Gaultheria paucinervia är en ljungväxtart som beskrevs av P.W.Fritsch och C.M.Bush. Gaultheria paucinervia ingår i släktet Gaultheria och familjen ljungväxter. Inga underarter finns listade i Catalogue of Life.